# Juillac (Gers)
 Juillac  (en occitano Julhac) es una población y comuna francesa, ubicada en la región de Mediodía-Pirineos, departamento de Gers, en el distrito de Mirande y cantón de Marciac.

## Demografía
| 149 | 130 | 119 | 139 | 134 | 121 |
| Para los censos de 1962 a 1999 la población legal corresponde a la población sin duplicidades (Fuente: INSEE [Consultar]) |     |     |     |     |     |